# Qanun (legge)
Qanun (o ḳānūn) è una parola araba (in arabo قانون‎?, qānūn; in turco ottomano: قانون, kānūn, derivato dal greco antico: κανών?, kanōn, che è anche la radice della parola italiana "canone"). Con essa si può fare riferimento alle leggi stabilite dai sovrani musulmani, in particolare il corpo del diritto amministrativo, economico e penale promulgato dai sultani ottomani, in contrasto con la shari'a, il corpo di legge elaborato dai giuristi musulmani. Viene quindi spesso tradotto come "legge dinastica". L'idea del ḳānūn è entrata per la prima volta nel mondo musulmano nel XIII secolo, traendo ispirazioni dall'Impero mongolo a seguito delle loro invasioni. Il decimo sultano dell'Impero ottomano, Solimano I fu conosciuto tra i suoi sudditi come Suleiman Kanuni ("il Legislatore") per via della promulgazione del suo codice di leggi.
Dopo la caduta del califfato abbaside nel 1258, venne conferito il potere ai califfi, ai governatori e ai sultani di "stabilire le proprie regole per le attività non affrontate dalla s̲h̲arīʿa". Questo divenne sempre più importante quando il mondo musulmano iniziò a modernizzarsi, incontrando i problemi di uno stato moderno, che non erano contemplati dalla shari'a. Tuttavia il ḳānūn iniziò esistere già con Omar I (586-644 d.C.). Molti degli argomenti considerati si basavano su questioni finanziarie o sui sistemi fiscali adattati attraverso la legge e i regolamenti di quei territori conquistati durante l'espansione islamica.
Il termine ḳānūn deriva dalla parola greca κανών che originariamente aveva il significato meno astratto di "qualsiasi asta dritta", e che quindi in seguito si utilizzò per riferirsi a qualsiasi "misura o regola". La parola fu poi tradotta e adottata dalla lingua araba dopo la conquista dell'Egitto da parte dell'Impero ottomano sotto il sultanato di Selim I (1516 circa). Nell'impero ottomano, il termine ḳānūn portava ancora i significati originali della parola di un sistema di regolamentazione fiscale. Tuttavia, in seguito venne utilizzata per riferirsi al "codice dei regolamenti" o alla "legge statale", una distinzione secolare ben definita rispetto alla "legge musulmana" nota come shari'a. Il ḳānūn assunse un'importanza significativa durante il periodo di modernizzazione nell'Impero ottomano. Il ḳānūn e la shari'a non si contraddicono a vicenda in materia amministrativa, e quindi il ḳānūn fu facilmente assimilato nelle funzioni regolatorie ottomane. Il ḳānūn promulgato dai sultani ottomani venne anche usato per il diritto finanziario e penale. Sotto sultano Maometto II (1451-1481) il ḳānūn continuò ad essere applicato rigorosamente per queste pratiche. Tuttavia, a causa dell'influenza di Ebussuud Efendi, Gran Mufti di Costantinopoli dal 1545 al 1574, il ḳānūn fu applicato anche per trattare questioni relative ai diritti di proprietà che, in precedenza, erano esclusivamente di competenza della shari'a. Nonostante questa apparente contraddizione, a causa di abili operazioni interpretative, il ḳānūn e la shari'a coesistevano armoniosamente. Il ḳānūn ha mantenuto la sua rilevanza in Medio Oriente per quanto riguarda le leggi civili, commerciali, amministrative e penali ispirate alla legislazione originariamente occidentale e ha anche un'influenza sul modo in cui sono applicate le disposizioni della shari'a.